# NGC 6704
NGC 6704 (również OCL 82) – gromada otwarta znajdująca się w gwiazdozbiorze Tarczy. Odkrył ją 23 lipca 1854 roku August Winnecke. Jest położona w odległości ok. 9,7 tys. lat świetlnych od Słońca.